# ベルンハルト2世 (バーデン辺境伯)

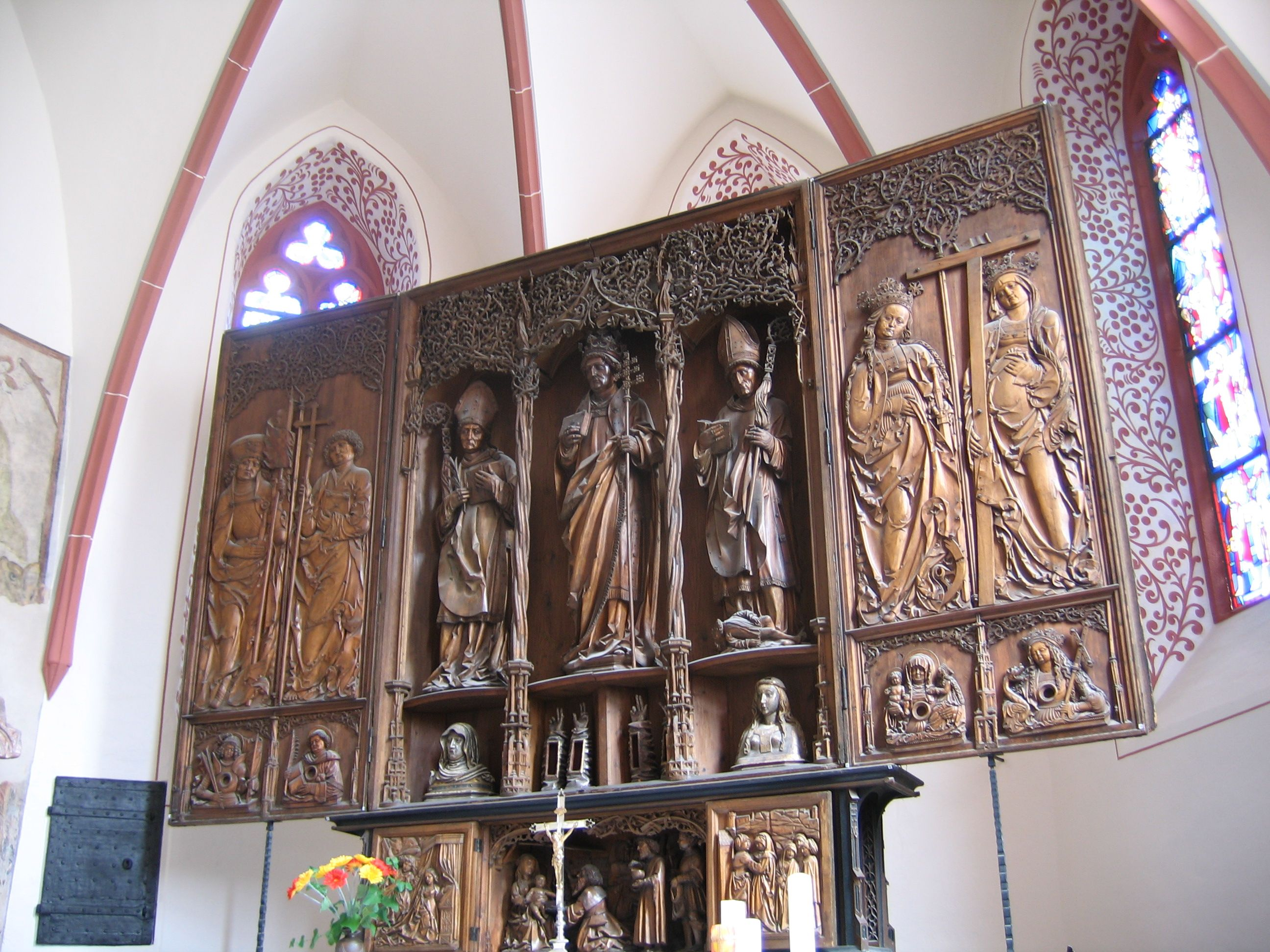
ジビッレ・フォン・バーデンが寄贈したバーベンハウゼンの教会の主祭壇。ベルンハルト2世の像は左側内側に位置する。

ベルンハルト2世（Bernhard II., 1428/9年 - 1458年7月15日）は、バーデン辺境伯ヤーコプ1世とカトリーヌ・ド・ロレーヌの次男。1769年にローマ・カトリック教会により列福された。

## 生涯
ベルンハルト2世は、信仰の篤い家庭で育った。父ヤーコプ1世はフレマースベルク修道院を設立し、バーデン＝バーデンの参事会教会を拡張した。
また、プフォルツハイム、エーバーシュタイン、ベージヒハイム、および辺境伯領北部の辺境伯となることとなっていたため、君主としての教育を受けた。
ベルンハルト2世は、皇帝フリードリヒ3世の妹カタリーナ・フォン・エスターライヒと結婚した兄カール1世を通じてハプスブルク家とつながりがあった。この関係により、ベルンハルトは宮廷とも関わりがあったとみられる。しかし初めは、ベルンハルトは北イタリアの武力紛争で伯父のルネ・ダンジューを支援した。同時代の資料によると、ベルンハルトは勇敢に戦ったという。1453年に父親が亡くなった後、ベルンハルトはバーデンに戻り、そこで辺境伯領の一部に対する権利を放棄することに兄と同意した。代わりに、若年にもかかわらず、フリードリヒ3世の個人的な特使となった。
ベルンハルト2世は数々の恥ずべき状況を目の当たりにし、可能な限り困難と貧困を軽減しようと努めた。収入のほとんどを貧しい人々や困っている人々の支援に費やし、その敬虔さで同時代人に感銘を与えた。
1453年にトルコ人によってコンスタンティノープルが陥落すると、圧力を受けてハプスブルク帝国は拡大するオスマン帝国に対する十字軍の準備を始めた。ベルンハルト2世はこの計画を推進するためにヨーロッパの諸侯のもとに派遣された。しかし1458年7月15日に訪問先のうちの1つであったイタリア北部のモンカリエーリでペストにより亡くなった。ベルンハルトは今日に至るまでこの地域の多くの人々から崇拝されている。

## 死後
モンカリエーリのサンタ・マリア教会にあるベルンハルトの墓は、すぐに敬虔なキリスト教徒たちの巡礼の目的地となった。伝えられるところによると、ベルンハルトの墓では多くの奇跡的な治癒が起こった。ベルンハルトは1769年に列福され、列福を機にバーデン＝バーデン辺境伯アウグスト・ゲオルクはラシュタットにベルンハルドゥスの噴水を建設した。伝えられるところによると、ベルンハルトを列聖するには費用がかかりすぎたためという。
ベルンハルトの列福の後、カトリックのバーデン＝バーデン辺境伯領はベルンハルトを守護聖人として選び、1770年7月24日にこれを祝った。フライブルク大司教区は現在でもベルンハルトを守護聖人として崇めている。フライブルクでは少なくとも一つの奇跡が起こったと言われている。ベルンハルトの祝日は7月15日である。
ハーナウ＝リヒテンベルク伯フィリップ3世と結婚した曾姪のジビッレ・フォン・バーデンは、バーベンハウゼンの聖ニコラウス教会に主祭壇を建立した。その左翼の内側にベルンハルトが描かれている。

### 列福
ベルンハルトの列聖に対する活動は今も進められている。2011年5月16日、フライブルク大司教ロベルト・ツォリッチは大司教区の官報に国民に対する訴えを発表した。公開討論は2011年6月17日に始まった。2017年11月8日、教皇フランシスコは列聖省に対し、ベルンハルトの英雄的な美徳を認める布告を発布する権限を与えた。